# Nadějov
Nadějov (německy Nadieow, Nadejow) je obec v okrese Jihlava v Kraji Vysočina. Nachází se patnáct kilometrů východně od Jihlavy. Žije zde 181 obyvatel. Obec je součástí mikroregionu Polensko.

## Název
Název se vyvíjel od varianty z Nadiejowa (1427), Nadiegow (1466), v Nadiegowie (1533), z Nadiegowa (1546), Nadiegov (1679, 1718, 1720, 1751), Nadiejow (1846), Nadiejow a Nádějov (1872) až k podobě Nadějov v letech 1881, 1893 a 1924. Místní jméno vzniklo přidáním přivlastňovací přípony -ov k osobnímu jménu Naděj, což byl třebíčský opat (1160), jehož klášteru půda pod obcí náležela.

## Historie
Za zakladatele obce se považuje opat Naděj, který je zmiňován v roce 1160 a podle něhož obec dostala svůj název.
Vznik obce Nadějova spadá do doby před 800 lety a připisuje se kolonizačním snahám třebíčského benediktinského kláštera. Opat Naděj sem přivedl první osadníky, kteří po vymýcení a vyžďáření okolního pralesa postavili první dřevěné chatrče. Nadějov byl vystavěn jako vesnice tzv. ulicového typu, kdy nová dřevěná stavení vznikala podél probíhající cesty.
Nadějov se objevuje již v nadační listině Václava II. z roku 1298, kterou zakládal proboštství v Měříně.
Další historie obce se spojuje s vladyky, kteří na počátku 15. století sídlili na zhořské tvrzi, roku 1450 patřil k majetku Vaňka Husa ze Zhoře. Roku 1481 prodává Jan Klusáček ze Zhoře, který Nadějov vlastnil od roku 1475, celý majetek zhořské tvrze i s obcí Nadějov majitelům rudoleckého panství, konkrétně Janovi z Vranova. Toto panství pak přechází roku 1552 do vlastnictví významného rytířského rodu Chroustenských z Malovar. Z této doby se již zachovaly první zápisy o poddanských poměrech v urbáři a registrech panství a jsou v nich také připomínána některá jména poddaných na nadějovských gruntech.
Protože se v roce 1620 v osudové bitvě na Bílé hoře Chroustečtí z Malovar přiklonili na stranu proticísařskou, byly jim v rámci pobělohorských konfiskací všechny jejich majetky zabaveny. Roku 1623 pak byly císařem Ferdinandem II. výhodně prodány šlechtickému rodu Collaltů. Ti si za své sídlo zvolili zámek v Brtnici a toto panství vlastnili až do počátku 20. století, kdy jim byl majetek vyvlastněn a rozprodán českým občanům.
V letech 1869–1950 spadala obec pod okres Jihlava, v letech 1950–1961 pod okres Jihlava-okolí a od roku 1961 opět pod okres Jihlava.
30. června 1942 nacisté popravili Jana a Marii Plašilovi z Nadějova, kteří poskytli úkryt židovskému zubnímu lékaři Goldsteinovi z Jihlavy, jenž uprchl z transportu. Během období kolektivizace místního zemědělství bylo několik rodin nuceno se z obce vystěhovat, jednoho ze sedláků dokonce odsoudili k sedmi letům odnětí svobody. Roku 1959 založili jednotné zemědělské družstvo III. typu.
V roce 2002 dokončili plynofikaci a vyhloubení hlubinného vrtu na pitnou vodu. V letech 2007 až 2008 byl vybudován nový vodovodní řád včetně vodojemu. V roce 2014 proběhla v obci výstavba nových chodníků, autobusových zastávek a celková oprava infrastruktury.

## Přírodní poměry
Nachází se v údolí náhorní roviny tři kilometry jižně od Zhoře, pět kilometrů západně od Jersína, osm kilometrů severně od Kamenice, sedmnáct kilometrů severovýchodně od Jihlavy, čtyři kilometry východně od Jamného a 8,5 kilometru jihovýchodně od Polné. Geomorfologicky je oblast součástí Křižanovské vrchoviny a jejího podcelku Brtnická vrchovina, v jejíž rámci spadá pod geomorfologický okrsek Řehořovská pahorkatina. Průměrná nadmořská výška činí 584 metrů. Nejvyšší bod, Skálek (626 metrů), leží západně od obce. Katastr obce ze severovýchodní strany ohraničuje evropské rozvodí Labe – Dunaj. Obcí protéká Nadějovský potok, přítok řeky Balinky. Na území obce se rozkládá rybník „Pod Obcí“.

## Obyvatelstvo
Stojí zde 50 trvale obydlených domů. 52 % obyvatel patří mezi ekonomicky aktivní, 67 % občanů se hlásí k náboženské víře. Podle sčítání 1930 zde žilo v 60 domech 338 obyvatel. 338 obyvatel se hlásilo k československé národnosti. Žilo zde 338 římských katolíků.
| Rok            | 1869 | 1880 | 1890 | 1900 | 1910 | 1921 | 1930 | 1950 | 1961 | 1970 | 1980 | 1991 | 2001 | 2011 | 2021 |
| -------------- | ---- | ---- | ---- | ---- | ---- | ---- | ---- | ---- | ---- | ---- | ---- | ---- | ---- | ---- | ---- |
| Počet obyvatel | 317  | 378  | 364  | 350  | 341  | 356  | 338  | 250  | 225  | 178  | 212  | 229  | 208  | 199  | 192  |
| Počet domů     | 54   | 58   | 61   | 61   | 60   | 58   | 60   | 64   | 57   | 51   | 51   | 64   | 62   | 65   | 67   |

## Obecní správa a politika

### Členství ve sdruženích
Nadějov je členem Dobrovolného svazku obcí Mikroregionu Polensko a místní akční skupiny Českomoravské pomezí.

### Zastupitelstvo a starosta
Obec má sedmičlenné zastupitelstvo, v jehož čele stojí starosta Karel Klíma.
| Období    | Voliči | Účast v % | Mandáty | Výsledky                         | Starosta                            |
| --------- | ------ | --------- | ------- | -------------------------------- | ----------------------------------- |
| 2006–2010 | 165    | 72,12     | 7       | 6 SNK I. 1 SNK II.               | Marie Kučerová                      |
| 2010–2014 | 157    | 68,79     | 7       | 4 SNK I. 3 SNK II.               | Marie Kučerová                      |
| 2014–2018 | 144    | 68,75     | 7       | 7 Sdružení nezávislých kandidátů | Marie Kučerová, později Karel Klíma |
| 2018–2022 | 147    | 80,27     | 7       | Občané Nadějova                  | Karel Klíma                         |

### Obecní symboly
Dne 14. března 2002 udělili zástupci obce z rukou předsedy Poslanecké sněmovny Václava Klause právo držet znak a prapor obce. Znak: V modrém štítě na zeleném trojvrší stříbrná uzavřená přilba se zlatě lemovaným límcem a třemi pštrosími péry, stříbrným mezi černými.
Vlajka: Modrý list se třemi žlutými žerďovými krokvemi, vycházejícími z první a páté, šesté a desáté a jedenácté a patnácté patnáctiny žerďového okraje, s vrcholy v první třetině délky listu a vymezujícími tři zelené žerďové trojúhelníky. Ve střední a vlající části bílá přilba se spuštěným hledím, se třemi pštrosími péry, bílým mezi černými, se žlutě lemovaným límcem. Poměr šířky k délce listu je 2:3.

## Hospodářství a doprava

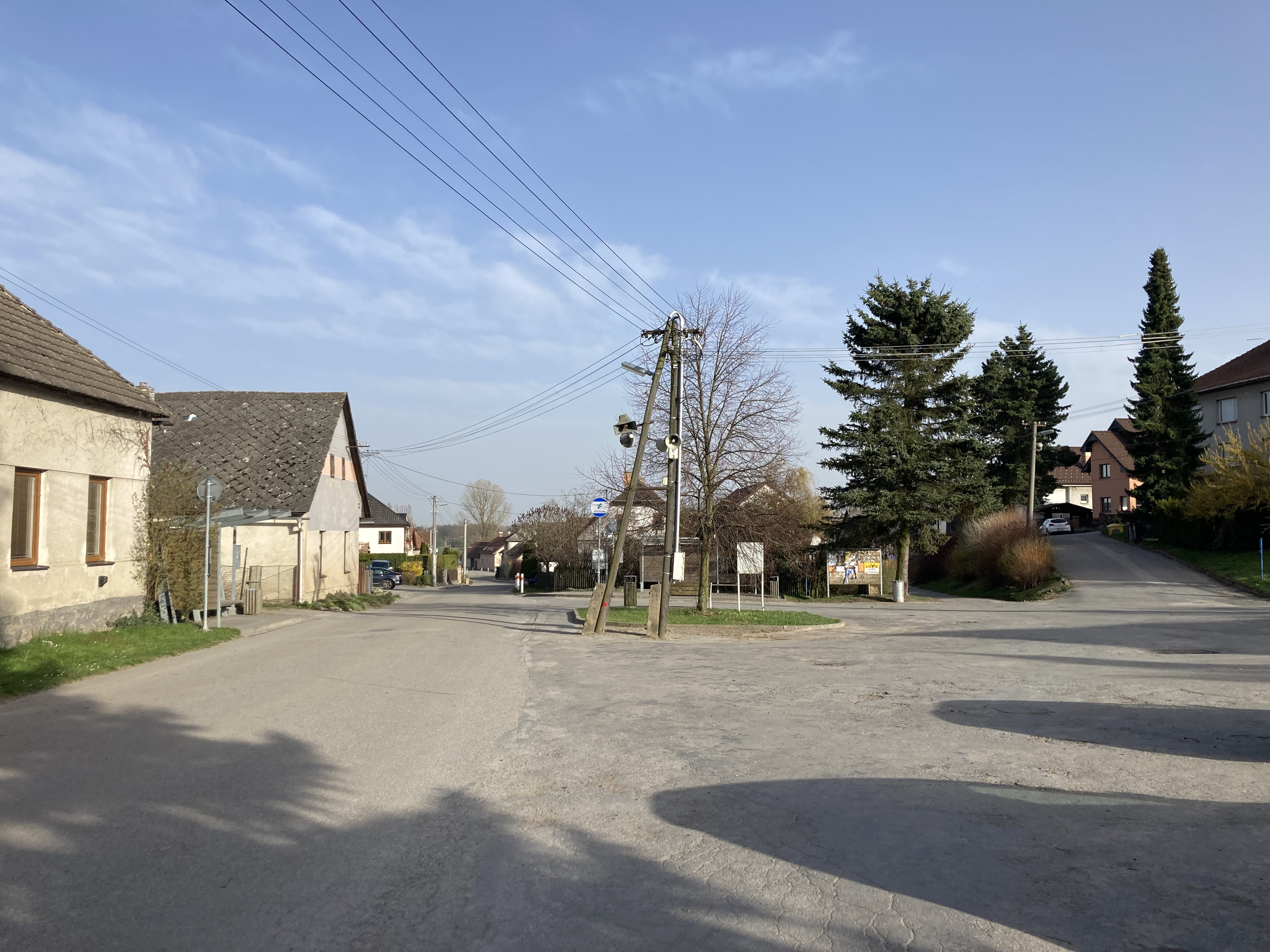
Nadějov autobusová zastávka (střed obce)

Zemědělskou půdu v okolní obdělává akciová společnost ze Zhoře. Sídlí zde několik živnostníků a menším firem zabývajících se zpracováním dřeva Novotný - DŘEVAŘSKÁ A OBCHODNÍ, s.r.o., TRUHLÁŘSTVÍ MINX s.r.o., Pila Dvořák, v.o.s.. Funguje zde obchod se smíšeným zbožím LAPEK, a.s. Dále zde sídlí firmy NEUTRAL CONSULTING s.r.o. a SELMA a.s. Obcí prochází silnice III. třídy č. 3515 z Rybného do Jersína č. 3534 do Zhoře. Dopravní obslužnost zajišťuje dopravce ICOM transport. Autobusy jezdí ve směrech Jihlava, Arnolec, Věžnice, Kamenice, Jamné, Žďár nad Sázavou, Bohdalov, Polná a Měřín. Železniční doprava. Východně od Nadějova prochází zeleně značená turistická trasa ze Stáje do Řehořova.

## Školství, kultura a sport
Děti dojíždějí do základní školy ve Zhoři. Kulturní dům občané vystavěli v roce 1979. Konají se zde myslivecké plesy, taneční kurzy a dětské karnevaly. Obec zde spravuje místní lidovou knihovnu. Nachází se zde fotbalové hřiště, kde Tělovýchovná jednota Mír Nadějov hraje v sezoně 2018/2019 okresní přebor okresu Jihlava. Každý rok se zde koná turnaj v nohejbale, který má desetiletou tradici. V roce 1896 zde byl založen sbor dobrovolných hasičů, který má v současnosti téměř sedmdesát členů. Sbor se aktivně podílí na kulturním dění v obci pořádáním masopustního průvodu a pálením čarodějnic. Členové sboru se účastní hasičských soutěží, kde mají zastoupení v podobě starších a mladších žáků a dvou družstev mužů. V roce 2019 zde sbor po několika letech pořádal okrskovou soutěž a také stavění a kácení Máje.

## Pamětihodnosti

### Kaple svatého Floriána
Kaple svatého Floriána stojí na uprostřed návsi. Pochází z počátku 19. století. Patří mezi státem chráněné památky. Čtvercová kaple stojí na nízké podezdívce. Stěny dělí pilastry s rytými rámy. Pilastry ukončují římsové hlavice. V boční fasádě se nachází půlkruhovitě zaklenuté okno, které je vsazené do zdiva. Průčelí tvoří pravoúhlý vchod se třemi schody a s půlkruhovým nadsvětlíkem. Střecha je čtyřboká, nahoře se nachází makovice s křížem. Na oltáři visí obraz svatého Floriána, stojí na něm sošky svatého Antonína, svatého Josefa a Panny Marie Lurdské. Boční stěny zdobí Ježíš a Panna Marie, plastika svatého Jana Nepomuckého od zdejšího řezbáře Václava Potočky, dřevěný kříž a obraz Panny Marie Růžencové. Roh kaple vyplňuje korouhev svatého Cyrila a Metoděje. Původní zvonek o váze 24 kg byl pravděpodobně zrekvírován za první světové války. Další zvon byl zrekvírován v roce 1942. Na jeho místo přišel zvonek z kaple svatého Václava. 17. června 1951 tu byl posvěcen zvonek nový a předchozí zvonek byl vrácen do kapličky svatého Václava.V rozmezí let 2017 a 2018 byla kaple kompletně opravena a to na náklady obce a Ministerstva Kultury.

### Kaple svatého Václava
Kaple svatého Václava stojí při cestě do Věžnice. V roce 1929 postavila rodina Skryjových na vlastní náklady Vysvěcení se konalo 22. září 1929. Do roku 2002 uvnitř stávala pískovcová socha svatého Václava, tu však neznámý zloděj v dubnu 2002 ukradl.Kaple v soukromém vlastnictví je i nadále opravována a udržována.

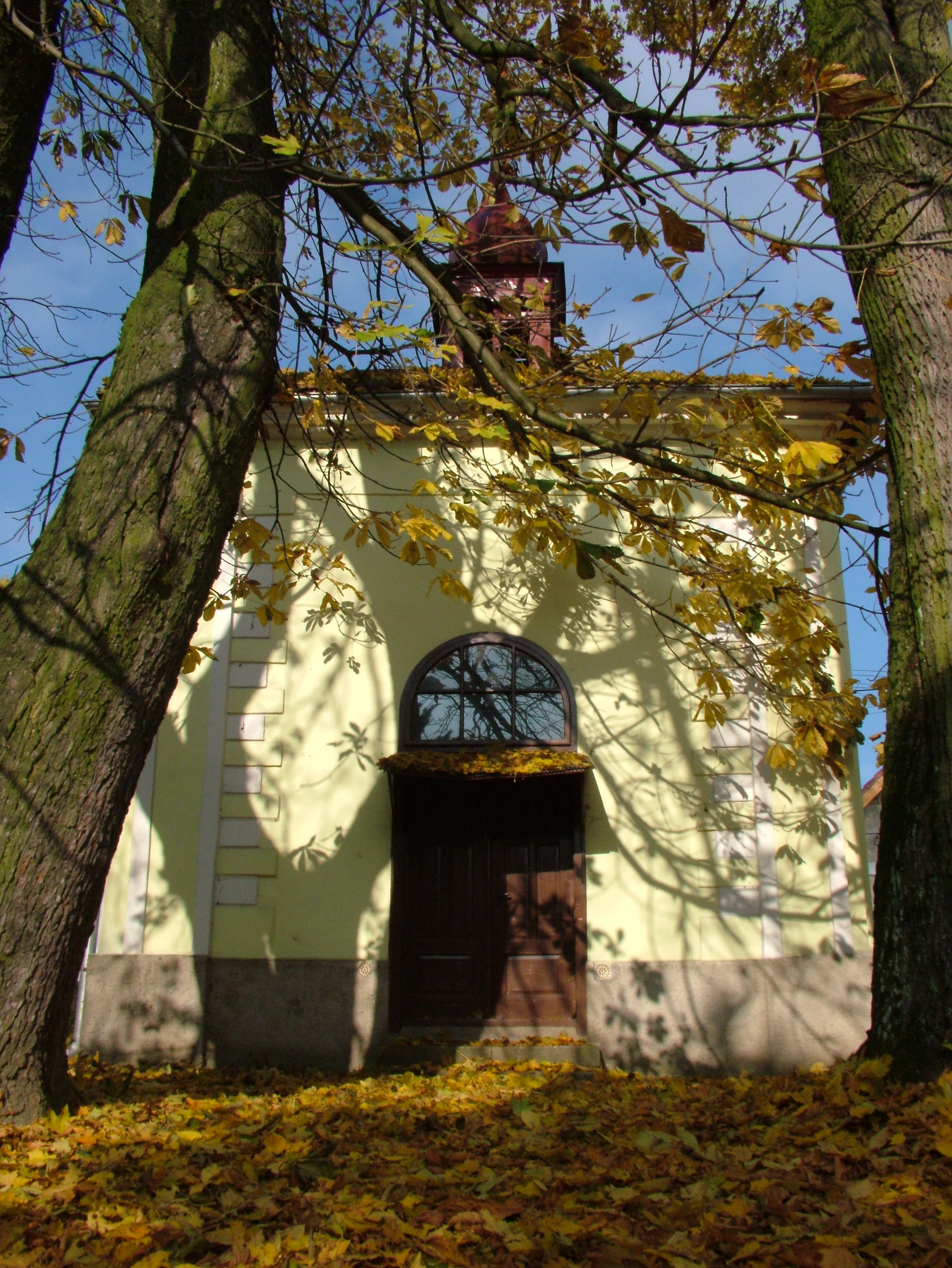
Kaple svatého Floriána
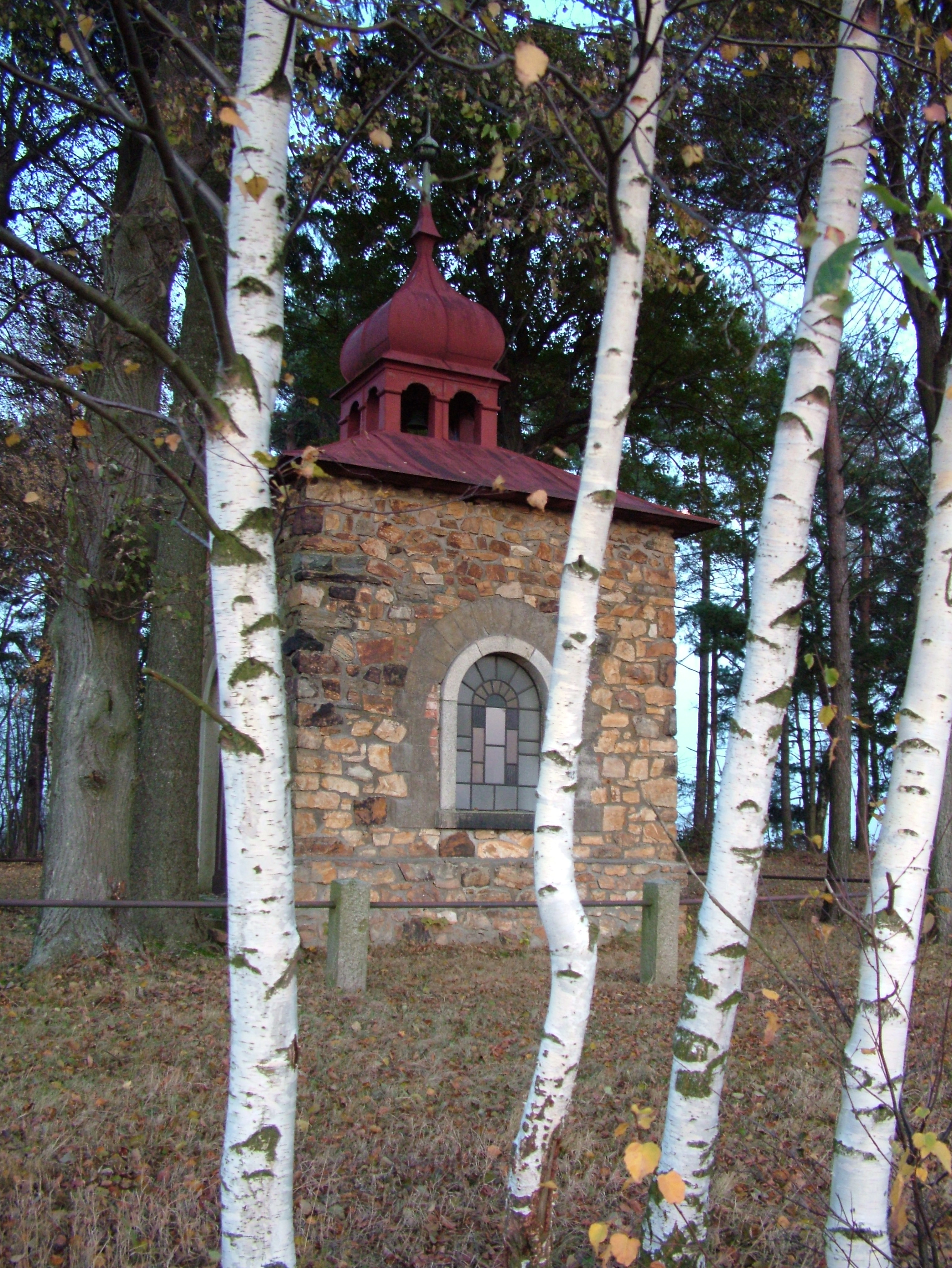
Kaple svatého Václava